# Christopher Seider
Christopher Seider, parfois orthographié Snider, né en 1758 et mort le 22 février 1770, est le premier Américain tué dans le conflit politique qui devint plus tard la révolution américaine.

## Biographie
Âgé de seulement onze ans à l'époque, Seider est abattu par un coup de mousquet tiré par un loyaliste Ebenezer Richardson, lors d'une échauffourée à Boston le 22 février 1770. Son enterrement est devenu un événement politique majeur, et son assassinat a exacerbé les tensions qui ont éclaté dans le massacre de Boston le 5 mars 1770,,,,,,.
Fils d'immigrants allemands, il est tué lors d'une manifestation dans le quartier de North End à Boston. C'est Samuel Adams qui organise ses funérailles au cimetière le Granary Burying Ground de Boston. Sa tombe est partagée avec les victimes du massacre de Boston Samuel Gray, Samuel Maverick, James Caldwell, Crispus Attucks et Patrick Carr,.

## Postérité
La mort de Seider est présente dans la mini série Sons of Liberty (2015).